# Thanh niên Cao vọng Đảng
Thanh niên Cao vọng Đảng, còn được biết đến với tên Hội kín Nguyễn An Ninh, là một tổ chức chính trị chống chính quyền thực dân Pháp hoạt động ở Nam Kỳ từ năm 1923 đến 1929, do chí sĩ Nguyễn An Ninh sáng lập và tổ chức. Đây được xem là tổ chức chính trị đầu tiên của giới bình dân, có ảnh hưởng rộng khắp Nam Kỳ trong suốt thập niên 1920.

## Hình thành
Đêm 15 tháng 10 năm 1923, chí sĩ trẻ Nguyễn An Ninh có một bài diễn thuyết bằng tiếng Pháp có tên "L’ideál de la Jeunesse Annamite" tại Hội Khuyến học Nam Kỳ (Société d'Enseignement mutuel de la Cochinchine - SAMPIC), đưa ra lời tuyên ngôn về ý thức thân phận người dân mất nước mà hành động trong bối cảnh đầu thế kỷ 20. Bài diễn thuyết của ông có ảnh hưởng sâu sắc tới các tầng lớp nhân dân, đặc biệt là trong giới trí thức, học sinh, sinh viên Nam Kỳ.
Nhà văn Sơn Nam đã dẫn lại bài diễn thuyết này như sau:
| “                                             | "Cái mối lo của dân ta không phải ở nơi quốc sự mà nó ở trong cái tinh thần của dân ta từ Nam chí Bắc. Có lẽ là ta chưa đến sự lo ấy nữa. Ta còn đang phải lo cho có ra một cái cao vọng cho thời bây giờ, đặng sanh hạt giống của cái cây "ngày mai" của dân ta. ... chúng ta phải lo tạo lập ra mới, chúng phải là người tạo lập ra mới mãi. Mà người sanh tạo phải là người muồi như trái cây chín mới có hột đủ sức mà sanh cây được. Ta không phải là cần bắt chước in như kẻ khác, như kẻ ngu tối bắt chước người khôn vậy, còn bắt chước người như vậy là còn nhờ người, còn nương tựa theo sự khôn khéo của người, thì không trông mong giải thoát được. Điều của ta sanh tạo phải là của ta, phải là ở trong máu mủ của ta mà ta, hay là ở nơi học thức Âu Tây với Á Đông hòa hợp nhau trong ta mà sanh ra... Các bực Thánh nhơn thường giục các đệ tử mình phải bỏ nhà cha mẹ đi. Bọn thanh niên ta ngày nay cũng phải vượt ra khỏi nhà cha mẹ, vượt khỏi cái xã hội hẹp hòi, xa bỏ non sông của ta một lúc. Ta cần phải sống trong một nơi tranh cạnh đặng trau dồi, tu lập lại chút tinh thần còn hoi hóp đây. Ta cần phải biết cái giá trị của ta. Ta cần phải sống trong một chỗ nào nó giúp cho trí thức và tinh thần của ta được cao thanh thêm nữa. Ta cần phải lên một chỗ non cao, ở một nơi yên tịnh mà tra mình cho biết cái thân của mình thế nào rồi lấy con mắt hòa hảo, tương ái mà ngó cả vũ trụ, xã hội chung quanh mình. Chừng ấy ta mới bỏ chỗ non cao là chỗ đày ta một lúc, mà trở về với xã hội, trở về với xã hội mà trong ấy ta có thể dùng trọn cái tinh thần tạo lập của ta được, nghĩa là ta đây là người An Nam, ta phải trở về xứ Nam Việt này vì ta là người sanh trong xứ này, ta quen biết với non sông, nòi giống của ta thì ta làm việc làm của ta, ta khỏi mất công lần mò vô ích." | ” |
| — Dẫn theo Sơn Nam, "Cao vọng của thanh niên" | |   |

Bài diễn thuyết còn kêu gọi:
| “                                                                    | "Hãy tôn sùng những ai đã dùng tài năng hay thiên phú của mình nâng cao vị trí dân tộc ta trên thế giới, và những ai đã đóng góp cải thiện đời sống cho dân tộc chúng ta". | ” |
| — Dẫn theo Nguyên Hùng, "Nam Bộ - Những nhân vật một thời vang bóng" | |   |

Bài diễn thuyết này được đăng lại trên báo La Cloche fêlée số 5 (7 tháng 1 năm 1924) và số 6 (14 tháng 1 năm 1924), và được Nhà xuất bản Xưa Nay (Sài Gòn) in lại thành sách bằng tiếng Việt với tựa đề "Cao vọng của thanh niên An Nam"'.

## Xây dựng
Để thực hiện lý tưởng của mình, Nguyễn An Ninh nhận định cần phải xây dựng một tổ chức nhằm mục đích giáo dục ý thức chính trị cho quần chúng. Do việc chính quyền thực dân Nam Kỳ cấm ông diễn thuyết trước công chúng, từ cuối năm 1924 đầu năm 1925, ông bắt đầu đi gây dựng cơ sở dưới hình thức bán báo, bán dầu cù là, tại vùng Hóc Môn - Bà Điểm, nơi gia đình ông đang sinh sống, sau đó mở rộng sang vùng Củ Chi, Đức Hòa. Trong những ngày đầu vận động, ông được sự giúp sức của 2 người cháu vợ là Trương Văn Khải và Trương Văn Bang.
| “                                                | "Ban ngày hai anh tôi là Trương Văn Khải và Trương Văn Bang đi mời, tối đến bà con đông đủ không thiếu một người. Mỗi đêm chỉ 19 người, ba tôi thuyết trình, nếu có mật thám đến sẽ biến thành buổi dạy bình dân vì ông nội tôi mở lớp dạy bà con học chữ". | ” |
| — Nguyễn An Định, con trai chí sĩ Nguyễn An Ninh | |   |

Sau khi chí sĩ Phan Chu Trinh về nước, ông cùng với ông Mai Văn Ngọc bàn bạc về cách thức tổ chức Đảng Thanh niên Cao vọng. Được sự giúp đỡ của ông Phan Văn Hùm, ông Ninh đi khắp Nam Kỳ để gây dựng cơ sở. Nông dân các tỉnh nghe tin ông Ninh đi đến đâu là xúm lại để xem mặt và nghe ông nói chuyện. Ông thường hẹn mọi người đến buổi tối thì đến chùa hoặc ra cánh đồng trống để diễn thuyết, mỗi buổi diễn thuyết như thế chỉ có tối đa 19 người để tránh bị chính quyền làm khó dễ. Qua những chuyến đi này, hai ông chọn ra những thanh niên ưu tú, có trình độ, giàu lòng yêu nước sau đó giới thiệu về cho ông Mai Văn Ngọc tiếp tục huấn luyện để kết nạp. Mỗi chuyến đi thường kéo dài khoảng 1 tuần hoặc 10 ngày, địa điểm đi được lựa chọn trước. Ban ngày hai ông đi khắp hang cùng ngõ hẻm ở nông thôn, đói đã có lương khô mang theo, khát nước thì vào nhà dân xin nước uống, ban đêm hai ông thường xin vào ngủ ở chùa hoặc khi lỡ độ đường thì ngủ luôn trên sạp hàng ở chợ. Họ không ngủ ở nhà dân vì sợ liên lụy đến bà con.

## Tổ chức
Hình thái tổ chức của Thanh niên Cao vọng chịu ảnh hưởng rất lớn của hình thái tổ chức hội kín Nam Kỳ. Là một tổ chức hoạt động bí mật nên hệ thống cơ sở được giữ kín, "mỗi chi chỉ biết nhau số người trong chi mà thôi. Riêng người dứng đầu chi thì biết thêm được ít người đứng đầu chi khác, nhưng được biết cũng rất hạn chế, chỉ biết số rất ít người ở cấp trên". Các cơ sở tồn tại và phát triển một cách độc lập và riêng lẻ.
Tổ chức của Thanh niên Cao vọng rất đơn giản. Dưới lãnh tụ Nguyễn An Ninh là các Đầu Dây đứng đầu từng vùng (như Mai Văn Ngọc phụ trách vùng Mỹ Tho), kế tới Đầu Chỉ và chót hết là Đầu, tức đảng viên. Tổ chức không có đơn vị cấp tỉnh, trung ương. Đại bản doanh của Thanh niên Cao vọng là nhà riêng của Nguyễn An Ninh.
Thành phần tham gia Thanh niên Cao vọng rất phong phú: nông dân nghèo, binh lính người Việt đi lính cho Pháp, điền chủ yêu nước, hương thân, hội tề, trí thức… Bà Trương Thị Sáu, vợ ông Ninh kể: "Nhà anh Ninh khách khứa cứ nườm nượp. Nghe tiếng Anh Ninh, rất nhiều người tìm đến. Có những anh em trong phong trào yêu nước trước đây như phong trào Thiên Địa Hội, Phan Xích Long". Một bạn đồng chí khác của ông Ninh là Nguyễn Văn Trân cũng cho biết: "Trong Đảng Thanh niên Cao vọng trước đây có nhiều người đã tham gia các phong trào vũ trang tự vệ của nông dân Nam Kỳ như Thiên Địa Hội mà thường gọi là Hội kín. Vì thế, có người cũng gọi Đảng Thanh niên Cao vọng là "Hội kín Nguyễn An Ninh"".
Để trở thành Đảng viên, những người gia nhập phải trải qua thời gian thử thách. Thứ nhất là phải biết đọc, biết chữ Quốc ngữ, phải cắt tóc ngắn. Buổi lễ kết nạp được tổ chức rất kín đáo, có bàn thờ Tổ quốc, có bình bông, thắp hai ngọn đèn cầy, dù đơn sơ nhưng trang nghiêm. Trước bàn thờ Tổ quốc, người xin vào Đảng phải giơ tay khỏi đầu và thề: "Luôn luôn trung thành với Tổ quốc! Thà chết chứ không phản lại Tổ quốc! Không phản lại tổ chức, không phản lại đồng chí của mình".

## Ảnh hưởng
Mặc dù tổ chức rất bí mật và không phải là một tổ chức có hệ thống, cương lĩnh chính trị rõ rệt, Thanh niên Cao vọng đã tạo được nhiều ảnh hưởng lớn đến bình dân Nam Kỳ. Thông qua tổ chức, sách báo tiến bộ, trong đó có nhiều tài liệu về chủ nghĩa cộng sản, đã được phổ biến đến các đảng viên, góp phần quan trọng trong việc tuyên truyền giáo dục và vận động cách mạng.
Số lượng đảng viên Thanh niên Cao vọng phát triển nhanh chóng trong điều kiện bị hạn chế bởi tính chất hội kín cũng như sự trấn áp gắt gao của chính quyền thuộc địa, dần đạt đến con số trên 7.000 đảng viên. Thanh niên Cao vọng là lực lượng chủ chốt tổ chức đám tang chí sĩ Phan Chu Trinh và đám giỗ đầu của cụ.

## Chuyển hóa
Lo ngại trước sự phát triển của Thanh niên Cao vọng, chính quyền thực dân đã ra tay trấn áp. Cuối năm 1928, Nguyễn An Ninh và nhiều đồng chí chủ chốt bị bắt giam và kết án trong vụ án "Hội kín Nguyễn An Ninh". Ngày 8 tháng 5 năm 1929 Nguyễn An Ninh bị Pháp bắt giữ. Ngày 17 tháng 7 năm 1929 ông bị tòa đại hình tuyên y án sơ thẩm 3 năm tù giam và 5 năm mất quyền công dân. Mất đi lãnh tụ và các lãnh đạo chủ chốt, Thanh niên Cao vọng rơi vào khủng hoảng trầm trọng và gần như chấm dứt hoạt động.
Trong tù, Nguyễn An Ninh kết giao với Phạm Văn Đồng, bấy giờ cũng bị giam ở Khám Lớn. Vốn có thiện cảm với Chủ nghĩa Cộng sản và biết An Nam Cộng sản Đảng chuẩn bị thành lập, ông đã thông qua vợ mình là bà Trương Thị Sáu giới thiệu một số thành viên của tổ chức Thanh niên Cao vọng để Châu Văn Liêm chọn lọc và kết nạp. Theo ông, "tổ chức Thanh niên Cao vọng này không phải đảng phái gì đâu, mà chỉ là tổ chức quần chúng do mình tập hợp lại rồi chỉ dẫn cho anh em hiểu biết và làm. Khi nào cách mạng cần thì đã có sẵn quần chúng, mà quần chúng này mình đã chọn lọc rồi. Trước đây, báo chí đã đánh thức lòng yêu nước của họ. Bây giờ phải tổ chức họ lại. Số quần chúng này rồi sẽ giới thiệu cho Đảng Cộng sản".
Năm 1931, Nguyễn An Ninh được trả tự do. Trong suốt 3 năm từ 1932 đến 1935, ông đi khắp các tỉnh Nam Kỳ dưới vỏ bọc đi bán dầu cù là nhưng thực chất là để ông trực tiếp giới thiệu số thành viên còn lại của tổ chức Thanh niên Cao vọng cho Đảng. Cùng đi với ông trong những chuyến đi đó là Nguyễn Văn Trân, một đảng viên Cộng sản trẻ, người từng quen biết với ông nhiều năm từ lúc còn bên Pháp. Ông Ninh tâm sự với người đồng chí trẻ: "Xu thế của xã hội ngày càng tiến lên, tinh thần quốc gia nhỏ bé sẽ nhường bước trước tinh thần quốc tế bao la. Tao sẽ giao cho mầy các đảng viên Thanh niên Cao vọng của tao để mầy chuyển họ sang lý tưởng Cộng sản".
Ông Trân từng khuyên ông gia nhập Đảng Cộng sản. Ông Ninh nói: "Để tao ở ngoài có lợi hơn cho phong trào. Với tư cách nhà trí thức yêu nước, tiếng nói của tao có tác dụng lớn hơn". Do tác động tích cực này, nhiều đảng viên Thanh niên Cao vọng về sau trở thành những lãnh đạo quan trọng của Đảng Cộng sản ở Nam Kỳ như Võ Thành Mong, Võ Văn Ngân, Võ Văn Tần, Hồ Văn Long, Trương Văn Bang, Tô Ký...